# Port Gibson
Port Gibson är administrativ huvudort i Claiborne County i Mississippi. Enligt 2010 års folkräkning hade Port Gibson 1 567 invånare. Port Gibson var säte för Port Gibson Female College som grundades 1843 och stängdes 1908.